# 紫羅蘭 (演員)

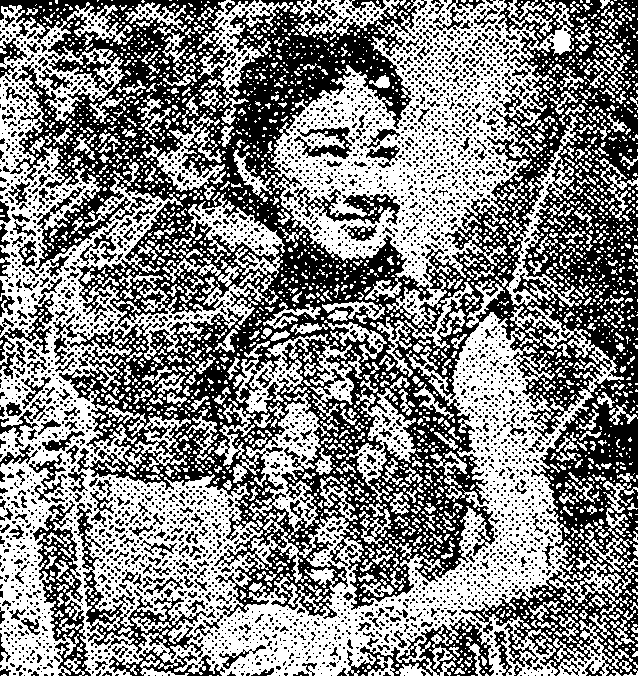
粵劇演員、電影明星：紫羅蘭小姐(1940年，25歲)

紫羅蘭（原名：黃紫羅，1915年—1940年代末），籍貫：廣東省番禺縣，20世紀30年代至50年代活躍於廣州、香港的歌舞演員，8歲開始在廣州「第一公園」的春節遊藝會登臺唱歌開始演藝生涯，以上海「天一公司」的電影《歌台春色》成名。從銀幕處女作默片《銀漢雙星》(1931年，擔任女主角李月英)至《江湖鐵漢》(1948年)，參演超過30多齣電影。

## 家庭
- 1932年4月4日（星期一）下午3時15分與前貴州省巡按使龍建章之子龍啟昌（22歲，籍貫：廣東省順德縣，廣州市嶺南大學畢業生）結婚，並在九龍半島酒店六樓舉行結婚典禮，陳廉伯為証婚人[3]。

- 1940年離婚後，與鄺山笑組成「紫羅蘭歌舞劇團」，在1932年9月19日（星期四）起在九龍深水埗北河戲院聯同鄺山笑及張活游演出粵劇：《西施》、民間故事《風流陣》(飾女玉峰女寨主，這是齣刀馬旦的重頭戲)、《織女》、《鳳求凰》(飾郭茹玉)、《琵琶行》、《王昭君》[4]。

- 1940年9月30日（星期一）下午，與14位「紫羅蘭歌舞劇團」的成員，出發住泰國首都曼谷之耀華力路與真君爺街交界的「南星戲院」演出一個月[5]。

## 外部連結
- 與男主角跳華爾滋舞的紫羅蘭小姐 （页面存档备份，存于）